# Марковский район (Чукотский национальный округ)
Марковский район — единица административного деления Чукотского национального округа, существовавшая в 1930—1960 годах.

## История
Район был образован в 1930 году при создании Чукотского национального округа. Центром района стало село Марково.
По данным 1945 года район делился на 7 сельсоветов: Березовский, Ваегский, Еропольский, Корякский, Марковский, Чувано-Еропольский и Чукотско-Яблоновский.
3 июня 1960 года Марковский район был упразднён, а его территория включена в Анадырский район.

## Население
По данным переписи 1939 года, в Марковском районе проживало 1664 чел. Национальный состав района был таким: чукчи — 32,0 %, эвены — 15,5 %, коряки — 14,6 %, прочие народы Севера — 28,3 %, русские — 7,9 %, украинцы — 1,1 %. По данным переписи 1959 года, в районе проживало 2177 чел.